# Долгоруков, Николай Андреевич (художник)
Николай Андреевич Долгоруков (1902—1980) — советский художник-график, иллюстратор, плакатист. Член Союза художников СССР. Заслуженный деятель искусств РСФСР (1963). 

## Биография
Родился в Екатеринбурге. 
В 1919 году поступил чертёжником на Верх-Исетский завод, одновременно писал декорации для Театра революционной сатиры. В 1924—1925 годах учился на архитектурном факультете в Уральском горно-строительном институте. С 1925 года работал художником декорационной мастерской Свердловского театра; в это время начал работу над плакатами. В 1928—1930 годах учился во Вхутеине у Л. А. Бруни и Д. С. Орлова.
В 1933 году с Виктором Дени выполнил свой первый совместный плакат; с этого времени возник длительный творческий союз двух художников. С этого времени он много рисовал для газет «Известия», «Красная звезда», «Правда»; а также для журналов «Огонек», «Прожектор», «Советский воин». Также работал совместно с Б. Е. Ефимовым.
В ранних плакатах Долгорукова заметно влияние авангардных течений 20-х годов; он обращается к конструктивизму, применяет фотомонтаж и коллаж; выбирает острые ракурсы, использует противопоставления масштабов и планов. Во время войны кроме создания сатирических плакатов, высмеивающих врага, он оформлял альбомы и стенгазеты авиационных эскадрилий, делал графические портреты лётчиков, бортмехаников, радистов.
С 1928 года — участник выставок. В 1948 году был награждён дипломом 1-й степени на Международной выставке плаката в Вене; состоялась персональная выставка художника — «Политический плакат и политическая сатира» в Центральном доме Советской армии им. М. В. Фрунзе. В 1969 году Долгоруков был награждён золотой медалью Советского фонда мира на Международной выставке «Сатира в борьбе за мир» в Москве.
Его произведения находятся в Государственной Третьяковской галерее, Государственном Русском музее, Центральном музее Вооружённых сил, Российской государственной библиотеке, Научной библиотеке Российской Академии художеств, Центральном музее современной истории России, а также во многих других музейных и частных собраниях России.
Умер в 1980 году. Урна с прахом захоронена в колумбарии на Ваганьковском кладбище.